# 마리야 니키포로바

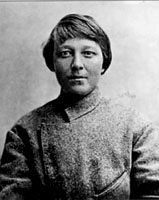

마리야 "마루샤" 그리고례브나 니키포로바(우크라이나어: Марія «Маруся» Григорівна Нікіфорова): 1885년-1919년 9월 16일)는 우크라이나의 무정부주의 혁명가다. 16세 때부터 자생적 테러리스트로 활동했다. 러시아 내전 및 우크라이나 독립전쟁 때 네스토르 마흐노의 흑군 소속으로 싸우다 백군에 잡혀 세바스토폴에서 총살되었다.

## 같이 보기
- 여군